# Карна (Польща)
Карна (пол. Karna) — село в Польщі, у гміні Седлець Вольштинського повіту Великопольського воєводства.
Населення — 411 осіб (2011).
У 1975-1998 роках село належало до Зеленоґурського воєводства.

## Демографія
Демографічна структура станом на 31 березня 2011 року:
|          | Загалом | Допрацездатний вік | Працездатний вік | Постпрацездатний вік |
| -------- | ------- | ------------------ | ---------------- | -------------------- |
| Чоловіки | 200     | 49                 | 132              | 19                   |
| Жінки    | 211     | 42                 | 127              | 42                   |
| Разом    | 411     | 91                 | 259              | 61                   |